# Комплекс банка Рукавишниковых
Комплекс банка Рукавишниковых — архитектурный ансамбль в историческом центре Нижнего Новгорода. Построен в 1913—1916 годах. Автор проекта — Фёдор Шехтель, один из наиболее ярких представителей стиля модерн в русском и европейском зодчестве, принадлежащий к числу крупнейших архитекторов рубежа XIX — XX столетий.
Ансамбль состоит из двух зданий: банка на улице Рождественской, дом 23 и промышленного корпуса на Нижне-Волжской набережной, дом 11. Исторические здания сегодня — объекты культурного наследия Российской Федерации. В настоящее время в здании со стороны Нижне-Волжской набережной действует «Академия Маяк» имени Андрея Дмитриевича Сахарова.

## История
В 1824 году была утверждена новая планировка Нижнего Новгорода по проекту архитектора Вильяма Гесте. Нижне-Волжская набережная проектировалась в 1830-е годы в общих рамках новых градостроительных преобразований периода классицизма. Над развитием улицы работали архитекторы Иван Ефимович Ефимов и Пётр Данилович Готман. Береговую линию расширяли искусственной насыпью и укрепляли булыжником. Вследствие проведённых работ стало возможным передвижение по набережной гужевого транспорта. По красной линии разрешалось возводить только каменные здания, в то время как большая часть застройки Нижнего Новгорода была деревянной.
В квартале между улицей Рождественской и Нижне-Волжской набережной, на участке, принадлежавшем купцу первой гильдии, Почётному гражданину Нижнего Новгорода Михаилу Григорьевичу Рукавишникову в 1866 году архитектором В. И. Рудинским был запроектирован двухэтажный жилой дом, речной фасад которого, из 13 световых осей, имел пятиосный ризалит. Выстроенное в стиле эклектики здание служило доходным домом с магазинами в первом этаже.
После пожара 1899 года наследники М. Г. Рукавишникова обратились в Строительное отделение Городской управы с просьбой о ремонте пострадавшего каменного здания и двух промышленных корпусов. Тем не менее, восстановленные старые здания имели неприглядный вид, и С. М. Рукавишников в 1908 году обратился к московскому зодчему Ф. О. Шехтелю с просьбой разработать планы фасадов для возведения новых зданий на месте старых. Шехтель разработал планы двух строений: банка, выходящего фасадом на Рождественскую улицу, и промышленного корпуса, выходящего на Нижне-Волжскую набережную. Здания были выстроены в формах неоготики, здание банка украсили фигуры рабочего и крестьянки, выполненные по эскизам молодого скульптора С. Т. Конёнкова.
Назначения зданий изменились в связи с начавшейся Первой мировой войной. В 1915 году в промышленном корпусе разместилась эвакуированная швейная мастерская, ранее работавшая при Варшавской военной тюрьме. Мастерская выпускала военную одежду для армии. После революции швейная фабрика стала именоваться «Швейная фабрика имени Красной Армии и Флота». С 1918 года рабочие фабрики были объединены в профсоюз «Игла», а затем в профсоюз лёгкой промышленности. С 1923 года фабрика стала выпускать промышленную одежду, была переименована в Швейную фабрику № 1 им. Красной Армии и Флота Нижегородского объединённого управления Швейпрома НижгубСНХ.
В годы Великой Отечественной войны фабрика снова обеспечивала потребности фронта. После войны вернулась к пошиву женской одежды. В 1960-е годы швейные предприятия объединялись в тресты. В 1964 году на базе фабрики и нескольких мастерских было создано производственное объединение «Маяк».
В современный период фабрика существовала в виде ООО «Маяк». В 2015 году производство остановилось, здание промышленного корпуса пустовало два года. Название «Маяк» закрепилось в народной памяти и до сих пор используется применительно к этому зданию. 
После закрытия предприятия здание долгое время пустовало, при этом в нём стали проходить арт-события, среди которых выставка «Платье с историей», фестиваль «Искусство объединяет», конкурс «Мисс Нижний Новгород 2019», мероприятие к 800-летию Нижнего Новгорода при поддержке фестиваля современной музыки AFP, форум НХП — «Секреты мастеров».

## Банк Рукавишниковых
Выходящее фасадом на Рождественскую улицу здание банка Рукавишниковых выстроено в стиле рационалистического модерна и органично включено в сплошной фронт застройки улицы. В украшении и облицовке фасада применены цветная керамика, чугунное художественное литьё и скульптуры. Фасад здания облицован белой глазурованной плиткой и отдалённо напоминал фасад здания типографии газеты «Утро России», построенной Шехтелем в Москве в 1907 году. В условиях богато декорированного окружения архитектор ввёл дополнительную отделку в виде стилизованного растительного орнамента серого цвета, «с одной стороны, выявляющую тектонику семиарочной аркатуры и центрическую композицию, а с другой — позволяющую связать архитектуру модерна с архитектурой соседних сооружений, построенных в стиле академической эклектики».

## Промышленный корпус (Торговый дом Рукавишниковых)
В противоположность органично встроенного в застройку здания банка Торговый дом Рукавишниковых обладал ярко выраженным силуэтом и крупным масштабом, что было связано с восприятием его речного фасада с акватории Волги. Четырёхэтажное здание своим протяжённым фасадом сформировало сплошную застройку набережной и стало играть ключевую роль в речной панораме, так как своими высокими кровлями создавало активный силуэт. Фасады здания были решены в формах неоготики: с помощью каркасных лопаток, завершённых пинаклями, остеклением плоскостей и облицовкой стен полихромной керамической плиткой.

## Реставрация
В 2020 году начались работы по реставрации фасада здания бывшей фабрики «Маяк», бывшего промышленного корпуса банка Рукавишниковых, выходящего на Нижне-Волжскую набережную. Работы стартовали в рамках подготовки к 800-летию Нижнего Новгорода.  
Необходимо было заменить примерно 60% дефектной плитки, провести реставрационные работы. Для изготовления плитки, чтобы она была максимально приближена к исторической, проводили лабораторные изыскания при содействии научно-исследовательского центра при Русском музее в Санкт-Петербурге.
Реставраторы вернули зданию исторический облик.
На фасаде здания восстановили штукатурку, лепной декор, металлические элементы пинаклей (фиалов) и утраченные элементы. 
Внутри здания была проведена реставрация главной входной группы, лестничного марша до 4-го этажа, а также части помещений на 3-м этаже, восстановлена историческая плитка.
Специалистам удалось восстановить 8 исторических окон. 
Отреставрировали кирпичную кладку и лепной декор, восстановили разрушенный кирпич и ступени, отреставрировали декоративное ограждение лифта, обновили штукатурку стен и потолков.
6 октября 2022 года в здании бывшей швейной фабрики открыли «Академию Маяк» имени Андрея Дмитриевича Сахарова. Это совместный проект Росатома и правительства Нижегородской области. В культурно-просветительском центре проходят научные и культурные форумы, встречи, хакатоны, а также выставки. 
Фасад здания, выходящего на Нижне-Волжскую набережную, — одна из ключевых площадок для 3D-мэппинга во время фестиваля INTERVALS.